# Bellulopora
Bellulopora is een monotypisch mosdiertjesgeslacht uit de familie van de Belluloporidae en de orde Cheilostomatida. De wetenschappelijke naam ervan is in 1963 voor het eerst geldig gepubliceerd door Lagaaij.

## Soort
- Bellulopora bellula (Osburn, 1950)